# Coupe des Pays-Bas de football 1986-1987
Navigation
Édition précédente Édition suivante
La Coupe des Pays-Bas de football 1986-1987, nommée la KNVB beker, est la 69e édition de la Coupe des Pays-Bas. La finale se joue le 5 juin 1987 au Zuiderpark Stadion (en) à La Haye.
Le club vainqueur de la coupe est qualifié pour la Coupe d'Europe des vainqueurs de coupe de football 1987-1988.

## Finale
L'Ajax Amsterdam gagne la finale contre le FC La Haye et remporte son onzième titre. La rencontre s'achève sur le score de 4 à 2 après prolongation, le score après le temps règlementaire est de 2 à 2. C'est Marco van Basten qui marque un doublé lors de la prolongation qui donne la victoire à l'Ajax.
L'Ajax Amsterdam gagne cette saison la Coupe d'Europe des vainqueurs de coupe de football 1986-1987 et est qualifié d'office pour l'édition suivante, le finaliste perdant, FC La Haye, se qualifie également pour la Coupe d'Europe des vainqueurs de coupe de football 1987-1988.